# 上落合 (新宿區)

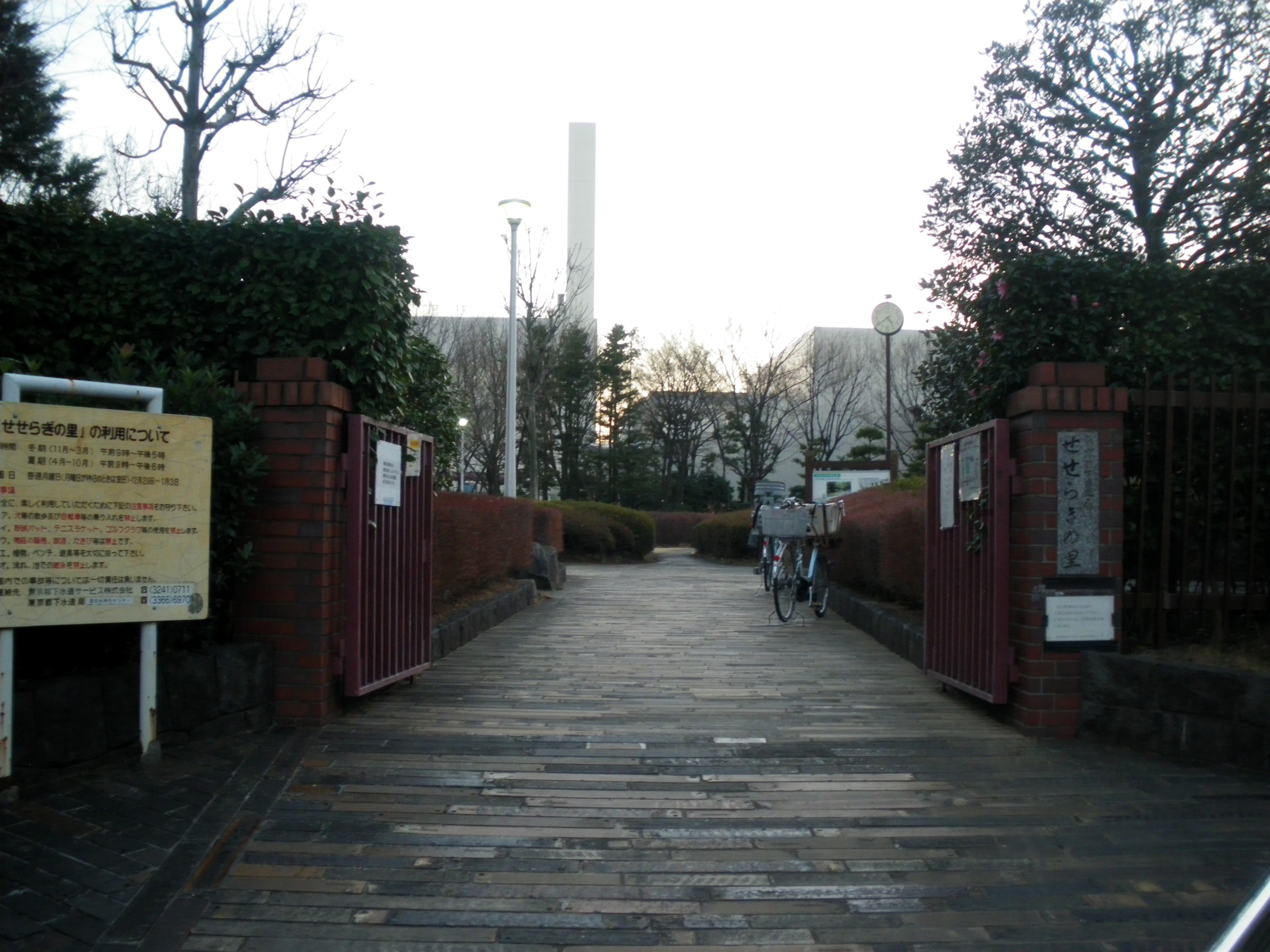
潺潺之里公苑

上落合（日语：／ Kami-ochiai */?）是東京都新宿區的町名。現行行政地名為上落合一丁目至三丁目。已實施住居表示。2013年8月1日為止的人口有14,441人。郵遞區號為161-0034。

## 地理
位於新宿區西北部。北與新宿區中落合之間以妙正寺川為界，東北接新宿區下落合，東與新宿區高田馬場之間以神田川為界，南與中野區東中野之間以早稻田通為界，西鄰中野區上高田。二丁目與三丁目以山手通為界。町域內以住宅地為主。

## 歷史
- 江戶時代：落合村分為上、下兩村。
- 1889年（明治22年）：與下落合村、葛谷村合併為南豐島郡落合村，上落合村為其大字。
- 1896（明治29年）：南豐島郡與東多摩郡合併為豐多摩郡。
- 1932年（昭和7年）：大久保町、戶塚町、淀橋町合併為淀橋區上落合一～二丁目。
- 1966年（昭和41年）：上落合一～二丁目大部分、下落合二～三丁目、戶塚四丁目各一部份合併為現行的上落合。

### 地名由來
江戶時代，落合村分成東西兩村時，靠近京都為上，遠離京都為下。

## 交通
町域內西北部是西武新宿線、都營地下鐵大江戶線中井站，東北部有西武新宿線下落合站。西南部有地下鐵東西線落合站。早稻田通沿線巴士便利。

## 設施
- 落合水再生中心（下水處理場）
- 落合中央公園與潺潺之里公苑
- 東京博善落合齋場

## 備註
1. ↑  『角川日本地名大辞典 13　東京都』、角川書店、1991年再版、P873
2. ↑  .   [2013-08-10]. （原始内容存档于2014-08-19）.

## 外部連結
- 新宿區役所（页面存档备份，存于）